# Chintz

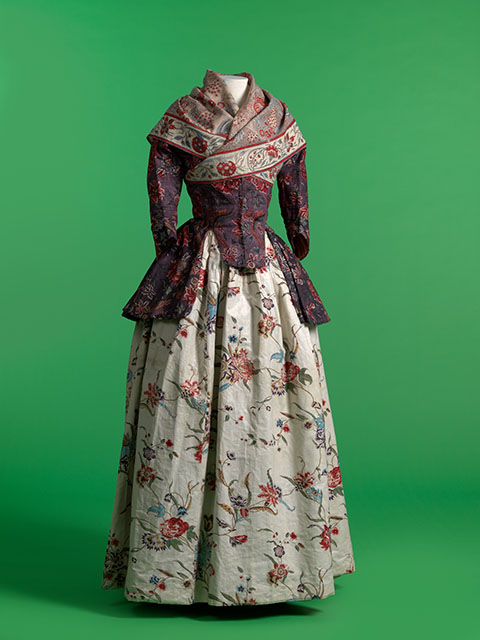
Jacke und Schal aus Chintz (1770–1800), MoMu-Fashion Museum bei Antwerpen

Der Ausdruck Chintz (engl. aus Hindi) bezeichnet ursprünglich ein wachsüberzogenes, dünnes, glänzendes Baumwollgewebe in einer Leinwandbindung. Der Chintz wird heute vor allem als Dekostoff verwendet. Heute werden Kunstharze und Friktionskalander genutzt, um einen solchen Hochglanzeffekt bei besserer Strapazierfähigkeit des Gewebes zu erreichen.

## Geschichte
Indien hat eine sehr lange Tradition des Baumwollanbaus. Bereits im 16. Jahrhundert waren die indischen Regionen Bengalen, Punjab, Coromandel und Gujarat Zentren der Baumwollverarbeitung. Eine besondere Bedeutung kam Gujarat zu, dessen Baumwollprodukte über verschiedene Handelsrouten bis in die Zentren des Nahen Ostens gehandelt wurden. Um 1600 war Baumwolle dabei noch ein Luxusgut, das nicht weniger als Seide geschätzt wurde. Grund des hohen Wertes war der hohe Arbeitseinsatz bei der Verarbeitung. Arbeitsintensiv waren vor allem das Entfernen der Samenkapseln und das mühselige Kardieren der im Vergleich zu Wolle und Seide sehr kurzen Fasern. Um ein Pfund verarbeitungsfähige Baumwollfäden zu gewinnen, war ein Einsatz von 13 Arbeitstagen nötig. Um eine vergleichbare Menge an Seide zu gewinnen, waren dagegen nur sechs Arbeitstage notwendig, während man für Leinen zwei bis fünf und für Wolle ein bis zwei Tage brauchte. Vor 1750 waren englische Spinner nicht in der Lage, Baumwollfäden zu spinnen, die ausreichend fest waren, um reine Baumwollgewebe herzustellen. Reine Baumwollgewebe wurden nur in Indien hergestellt. Die Britische Ostindien-Kompanie machte im England des 17. Jahrhunderts vor allem Chintz populär, der sich sehr stark in Dicke und Färbefähigkeit von Wolle unterschied. Gegen Ende des 17. Jahrhunderts war Chintz bereits in der wohlhabenderen englischen Mittelklasse als Kleidungsstoff populär geworden, da dieser Stoff den teuersten Seiden glich, die von der Aristokratie getragen wurden.

## Bestandteile und Verarbeitung
Chintz ist heute ein leinwandbindiges, dichtes Gewebe aus Baumwolle, Polyester oder Mischgarnen und erhält seinen starken Glanz durch das Kalandern, also das Walzen und Glätten unter hohem Druck und bei hoher Temperatur. Chintz wird vor allem einfarbig oder traditionell mit Blumenmotiven gestaltet. Chintz ähnelt optisch der Seide, neigt aber wie Leinen zur Faltenbildung und ist in seiner einfachen Form nicht waschmaschinenfest. Mittlerweile werden deshalb auch Mischgewebe auf Polyester-Basis hergestellt, die waschbeständig sind, aber den typischen Chintz-Glanz behalten. Dafür wird das Gewebe mit Kunstharzen aus der Gruppe der Duroplaste imprägniert, vorgetrocknet, friktioniert und schließlich nachgehärtet.

## Belege
1. ↑  William Bernstein: A Splendid Exchange – How Trade shaped the World, Atlantic Books, London 2009, ISBN 978-1-84354-803-4, S. 253.
2. ↑  Bernstein, S. 253.
3. ↑  Bernstein, S. 253.
4. ↑  Bernstein, S. 254.
5. ↑  Bernstein, S. 254 und S. 255.
6. ↑  Chintz im Möbel-Glossar (Memento vom 12. September 2012 im Internet Archive)